# Летоянни
Летоянни (итал. Letojanni) — коммуна, а также курортное местечко в Италии, расположена в области Сицилия, подчиняется административному центру Мессина. 
Население коммуны, на 01.01.2024 года, составляет 2914 человек, плотность населения ─ 421,71 чел./км². Коммуна занимает площадь 6,91 км². 
Покровителем коммуны почитается святой Иосиф Обручник, празднование 19 марта.

## География
Коммуна расположена на расстоянии около 170 км к востоку от Палермо и 40 км к юго-западу от Мессины. Находится на побережье Ионического моря.
Летоянни граничит со следующими муниципалитетами: Кастельмола, Форца-д'Агро, Галлодоро, Монджуффи-Мелия, Таормина.

## Галерея

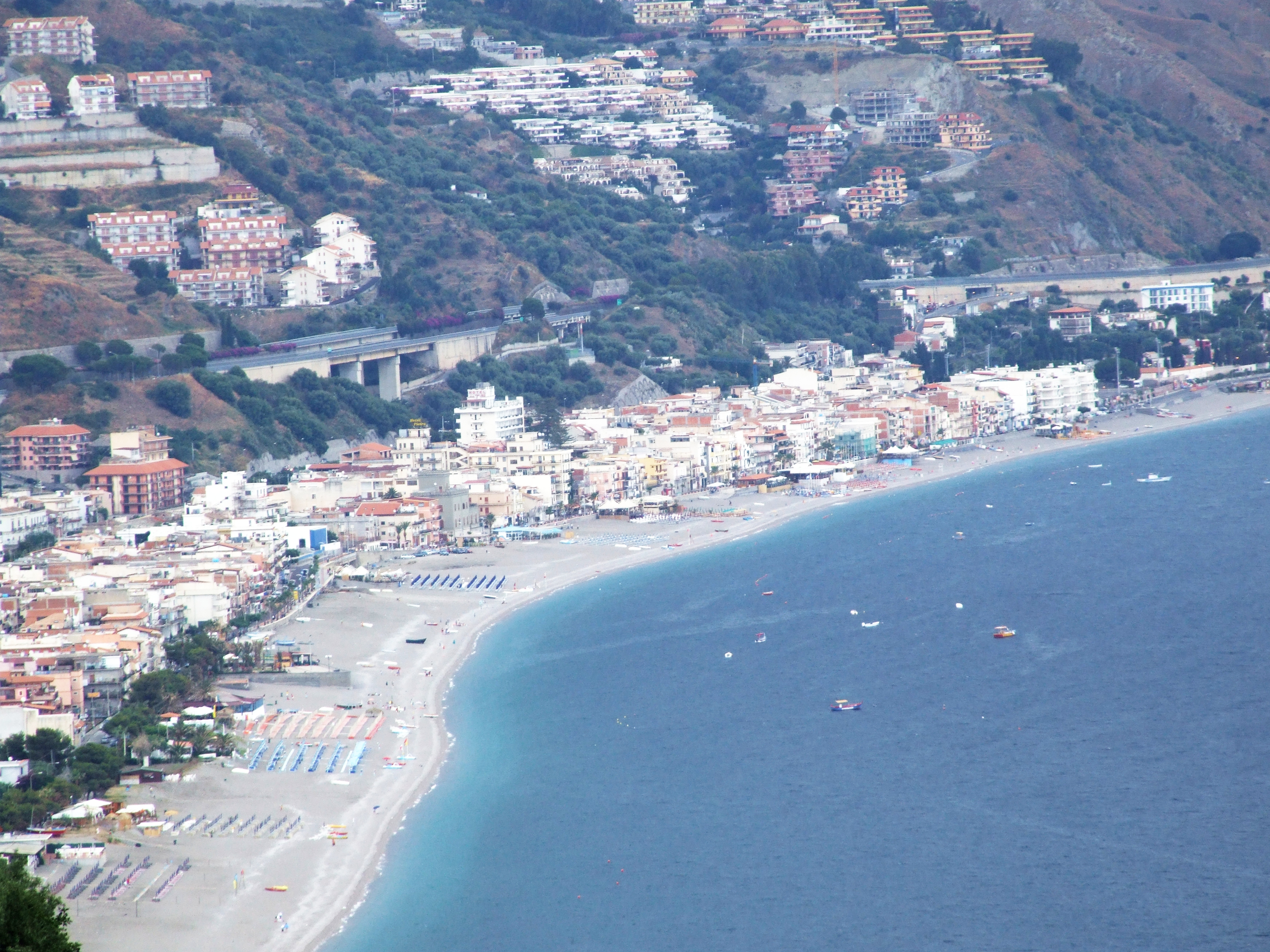
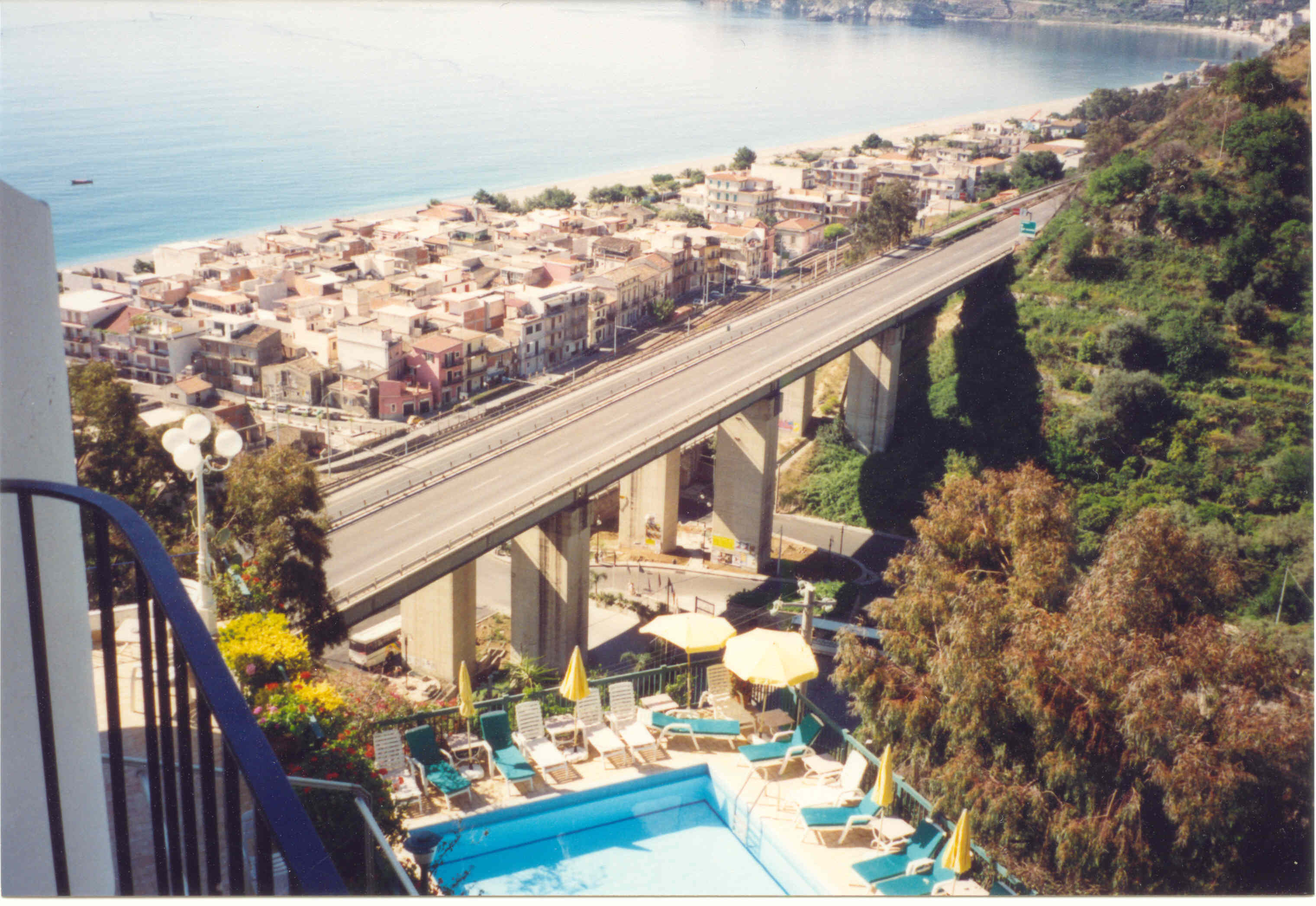
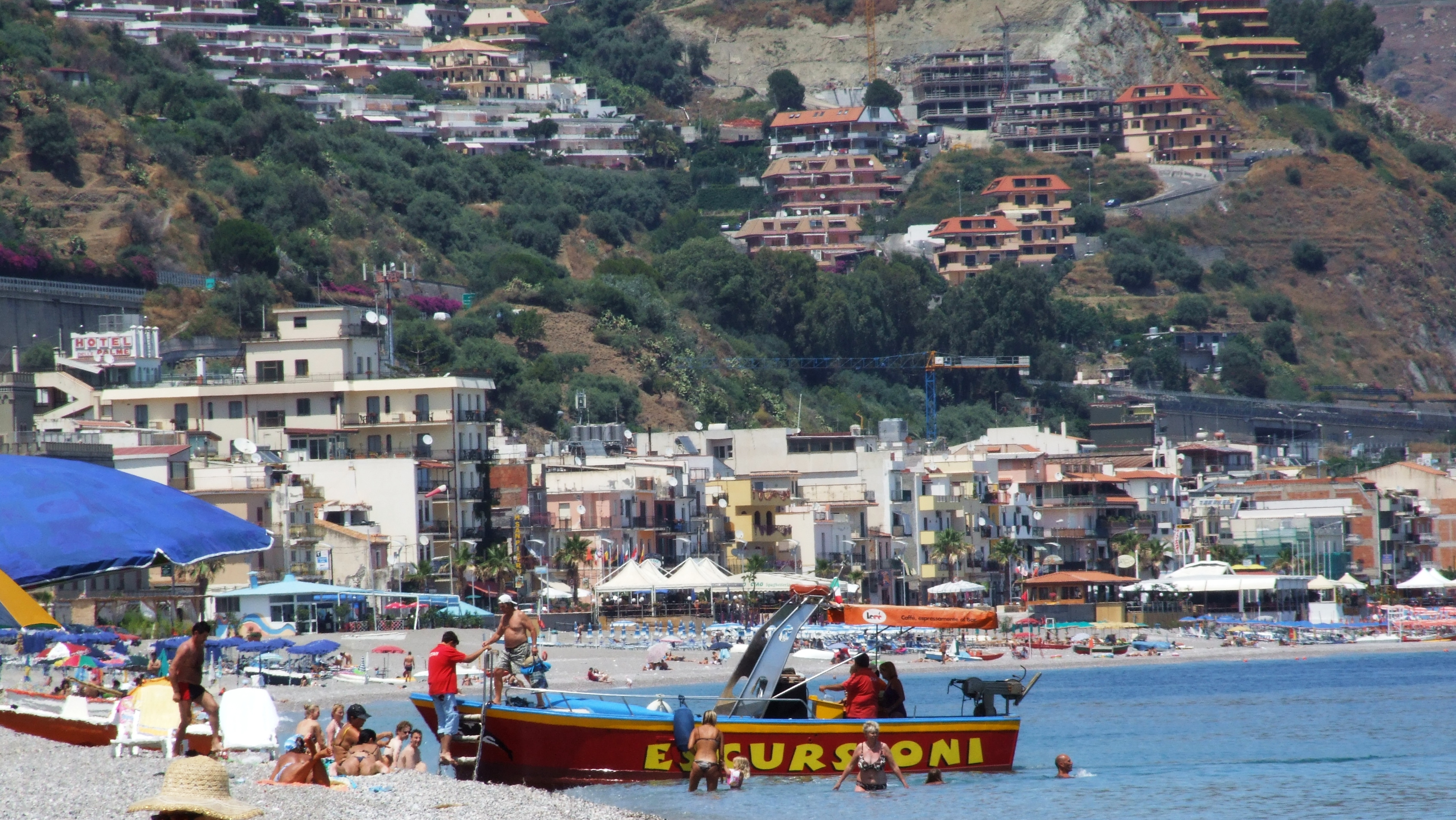
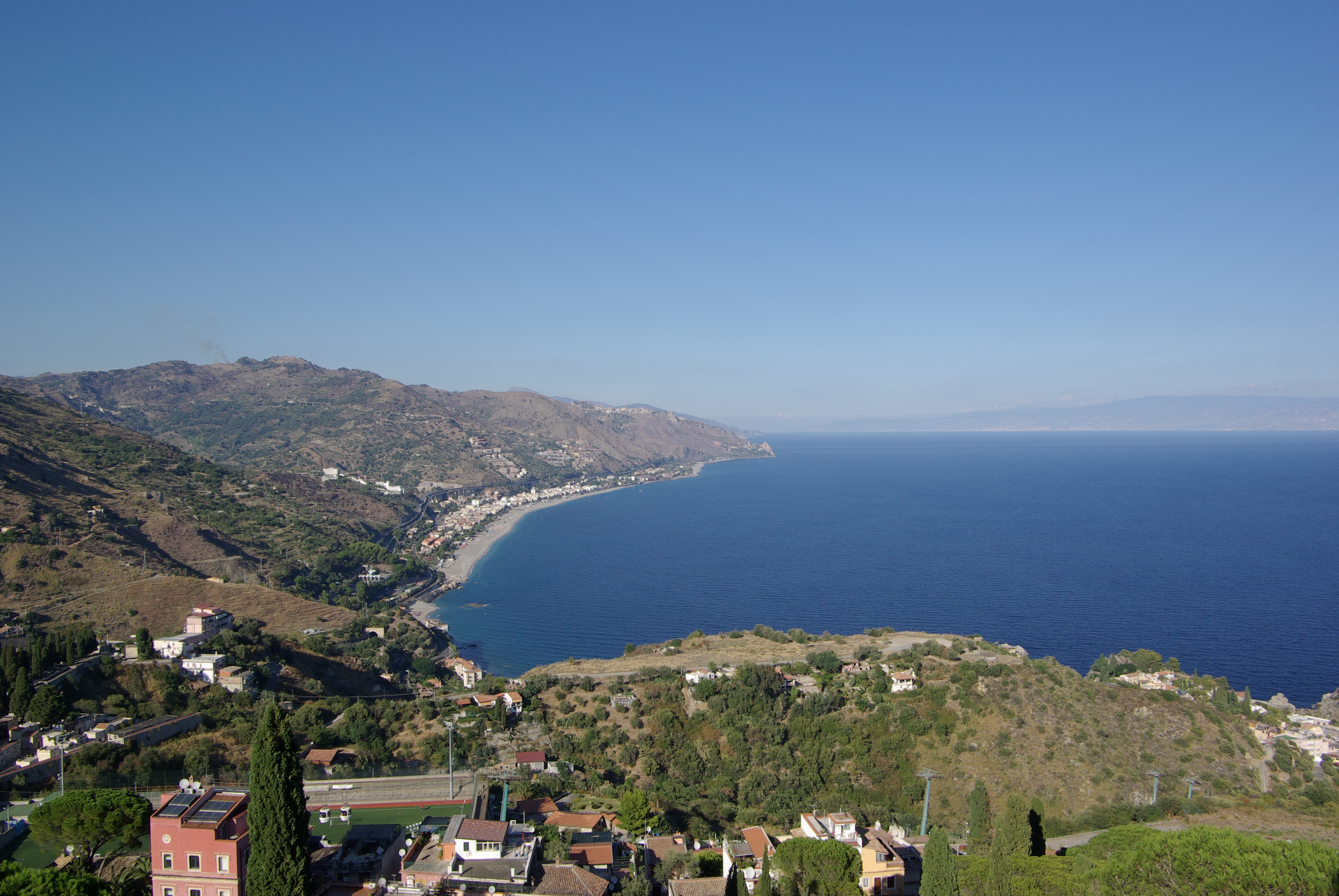